# Nowe Miasteczko
Nowe Miasteczko (Duits: Neustädtel) is een stad in het Poolse woiwodschap Lubusz, gelegen in de powiat Nowosolski. De oppervlakte bedraagt 3,39 km², het inwonertal 2823 (2005).

## Verkeer en vervoer
- Station Nowe Miasteczko